# Europese kampioenschappen indooratletiek 2019
De Europese kampioenschappen indoor atletiek 2019 werden van 1 tot en met 3 maart 2019 gehouden in de Emirates Arena in het Britse Glasgow.

## Medailles

### Mannen
| Onderdeel            | Goud                                                           | Goud      | Zilver                                                      | Zilver     | Brons                                                                    | Brons    |
| -------------------- | -------------------------------------------------------------- | --------- | ----------------------------------------------------------- | ---------- | ------------------------------------------------------------------------ | -------- |
| 60 m                 | Ján Volko Slowakije                                            | 6,60      | Emre Zafer Barnes Turkije                                   | 6,61       | Joris van Gool Nederland                                                 | 6,62     |
| 400 m                | Karsten Warholm Noorwegen                                      | 45,05 =ER | Óscar Husillos Spanje                                       | 45,66 NR   | Tony van Diepen Nederland                                                | 46,13 NR |
| 800 m                | Álvaro de Arriba Spanje                                        | 1.46,83   | Jamie Webb Verenigd Koninkrijk                              | 1.47,13    | Mark English Ierland                                                     | 1.47,39  |
| 1500 m               | Marcin Lewandowski Polen                                       | 3.42,85   | Jakob Ingebrigtsen Noorwegen                                | 3.43,23    | Jesús Gómez Spanje                                                       | 3.44,39  |
| 3000 m               | Jakob Ingebrigtsen Noorwegen                                   | 7.56,15   | Chris O'Hare Verenigd Koninkrijk                            | 7.57,19    | Henrik Ingebrigtsen Noorwegen                                            | 7.57,19  |
| 4x400 m              | België Julien Watrin Dylan Borlée Jonathan Borlée Kevin Borlée | 3.06,27   | Spanje Óscar Husillos Manuel Guijarro Lucas Búa Bernat Erta | 3.06,32 NR | Frankrijk Mame-Ibra Anne Thomas Jordier Nicolas Courbière Fabrisio Saïdy | 3.07,71  |
| 60 m horden          | Milan Trajkovic Cyprus                                         | 7,60      | Pascal Martinot-Lagarde Frankrijk                           | 7,61       | Aurel Manga Frankrijk                                                    | 7,62     |
| Verspringen          | Miltiadis Tentoglou Griekenland                                | 8,38      | Thobias Nilsson Montler Zweden                              | 8,17       | Strahinja Jovančević Servië                                              | 8,03     |
| Hink-stap-springen   | Nazim Babajev Azerbeidzjan                                     | 17,29     | Nelson Évora Portugal                                       | 17,11      | Max Heß Duitsland                                                        | 17,10    |
| Hoogspringen         | Gianmarco Tamberi Italië                                       | 2,32      | Konstadinos Baniotis Griekenland                            | 2,26       |                                                                          |          |
| Hoogspringen         | Gianmarco Tamberi Italië                                       | 2,32      | Andrij Protsenko Oekraïne                                   | 2,26       |                                                                          |          |
| Polsstokhoogspringen | Paweł Wojciechowski Polen                                      | 5,90      | Piotr Lisek Polen                                           | 5,85       | Melker Svärd Jacobsson Zweden                                            | 5,75     |
| Kogelstoten          | Michał Haratyk Polen                                           | 21,65     | David Storl Duitsland                                       | 21,54      | Tomáš Staněk Tsjechië                                                    | 21,25    |
| Zevenkamp            | Jorge Ureña Spanje                                             | 6218      | Tim Duckworth Verenigd Koninkrijk                           | 6156       | Ilja Sjkoerenjov ANA                                                     | 6145     |

### Vrouwen
| Onderdeel            | Goud                                                                                       | Goud    | Zilver                                                                  | Zilver  | Brons                                                                | Brons   |
| -------------------- | ------------------------------------------------------------------------------------------ | ------- | ----------------------------------------------------------------------- | ------- | -------------------------------------------------------------------- | ------- |
| 60 m                 | Ewa Swoboda Polen                                                                          | 7,09    | Dafne Schippers Nederland                                               | 7,14    | Asha Philip Verenigd Koninkrijk                                      | 7,15    |
| 400 m                | Léa Sprunger Zwitserland                                                                   | 51,61   | Cynthia Bolingo Mbongo België                                           | 51,62   | Lisanne de Witte Nederland                                           | 52,34   |
| 800 m                | Shelayna Oskan-Clarke Verenigd Koninkrijk                                                  | 2.02,58 | Rénelle Lamote Frankrijk                                                | 2.03,00 | Olha Ljachova Oekraïne                                               | 2.03,24 |
| 1500 m               | Laura Muir Verenigd Koninkrijk                                                             | 4.05,92 | Sofia Ennaoui Polen                                                     | 4.09,30 | Ciara Mageean Ierland                                                | 4.09,43 |
| 3000 m 93            | Laura Muir Verenigd Koninkrijk                                                             | 8.30,61 | Konstanze Klosterhalfen Duitsland                                       | 8.34,06 | Melissa Courtney Verenigd Koninkrijk                                 | 8.38,22 |
| 4x400 m              | Polen Anna Kiełbasińska Iga Baumgart-Witan Małgorzata Hołub-Kowalik Justyna Święty-Ersetic | 3.28,77 | Verenigd Koninkrijk Laviai Nielsen Zoey Clark Amber Anning Eilidh Doyle | 3.29,55 | Italië Raphaela Lukudo Ayomide Folorunso Chiara Bazzoni Marta Milani | 3.31,90 |
| 60 m horden          | Nadine Visser Nederland                                                                    | 7,87    | Cindy Roleder Duitsland                                                 | 7,97    | Elvira Herman Wit-Rusland                                            | 8,00    |
| Verspringen          | Ivana Španović Servië                                                                      | 6,99    | Nastassia Mirontsjyk-Ivanova Wit-Rusland                                | 6,93    | Maryna Bech Oekraïne                                                 | 6,84    |
| Hink-stap-springen   | Ana Peleteiro Spanje                                                                       | 14,73   | Paraskevi Papahristou Griekenland                                       | 14,50   | Olha Saladoecha Oekraïne                                             | 14,47   |
| Hoogspringen         | Maria Lasitskene ANA                                                                       | 2,01    | Joelija Levtsjenko Oekraïne                                             | 1,99    | Airinė Palšytė Litouwen                                              | 1,97    |
| Polsstokhoogspringen | Anzjelika Sidorova ANA                                                                     | 4,85    | Holly Bradshaw Verenigd Koninkrijk                                      | 4,75    | Nikoleta Kyriakopoulou Griekenland                                   | 4,65    |
| Kogelstoten          | Radoslava Mavrodieva Bulgarije                                                             | 19,12   | Christina Schwanitz Duitsland                                           | 19,11   | Anita Martón Hongarije                                               | 19,00   |
| Vijfkamp             | Katarina Johnson-Thompson Verenigd Koninkrijk                                              | 4983    | Niamh Emerson Verenigd Koninkrijk                                       | 4731    | Solène Ndama Frankrijk                                               | 4723    |

### Medailleklassement
| Plaats | Land                | Goud | Zilver | Brons | Totaal |
| 1      | Polen               | 5    | 2      | 0     | 7      |
| 2      | Verenigd Koninkrijk | 4    | 6      | 2     | 12     |
| 3      | Spanje              | 3    | 2      | 1     | 6      |
| 4      | Noorwegen           | 2    | 1      | 1     | 4      |
| 5      | ANA                 | 2    | 0      | 1     | 3      |
| 6      | Griekenland         | 1    | 2      | 1     | 4      |
| 7      | Nederland           | 1    | 1      | 3     | 5      |
| 8      | België              | 1    | 1      | 0     | 2      |
| 9      | Italië              | 1    | 0      | 1     | 2      |
| 9      | Servië              | 1    | 0      | 1     | 2      |
| 11     | Azerbeidzjan        | 1    | 0      | 0     | 1      |
| 11     | Bulgarije           | 1    | 0      | 0     | 1      |
| 11     | Cyprus              | 1    | 0      | 0     | 1      |
| 11     | Slowakije           | 1    | 0      | 0     | 1      |
| 11     | Zwitserland         | 1    | 0      | 0     | 1      |
| 16     | Duitsland           | 0    | 4      | 1     | 5      |
| 17     | Frankrijk           | 0    | 2      | 3     | 5      |
| 17     | Oekraïne            | 0    | 2      | 3     | 5      |
| 19     | Wit-Rusland         | 0    | 1      | 1     | 2      |
| 19     | Wit-Rusland         | 0    | 1      | 1     | 2      |
| 21     | Portugal            | 0    | 1      | 0     | 1      |
| 21     | Turkije             | 0    | 1      | 0     | 1      |
| 23     | Ierland             | 0    | 0      | 2     | 2      |
| 24     | Tsjechië            | 0    | 0      | 1     | 1      |
| 24     | Hongarije           | 0    | 0      | 1     | 1      |
| 24     | Litouwen            | 0    | 0      | 1     | 1      |
| Totaal | Totaal              | 26   | 27     | 25    | 78     |